# Nototriton lignicola
Nototriton lignicola är en groddjursart som beskrevs av James R. McCranie och Wilson 1997. Nototriton lignicola ingår i släktet Nototriton och familjen lunglösa salamandrar. IUCN kategoriserar arten globalt som akut hotad. Inga underarter finns listade i Catalogue of Life.